# Кларксвілл (Техас)
Кларксвілл (англ. Clarksville) — місто (англ. city) в США, в окрузі Ред-Ривер штату Техас. Населення — 2857 осіб (2020).

## Географія
Кларксвілл розташований за координатами 33°36′40″ пн. ш. 95°3′22″ зх. д. / 33.61111° пн. ш. 95.05611° зх. д. (33.610977, -95.056121).  За даними Бюро перепису населення США в 2010 році місто мало площу 7,93 км², уся площа — суходіл.

## Демографія
Згідно з переписом 2010 року, у місті мешкало 3285 осіб у 1361 домогосподарстві у складі 838 родин. Густота населення становила 414 осіб/км².  Було 1682 помешкання (212/км²).
Расовий склад населення:
| - 48,1 % — чорних або афроамериканців - 43,6 % — білих - 0,7 % — корінних американців - 0,4 % — азіатів - 5,3 % — осіб інших рас |

До двох чи більше рас належало 2,0 %. Частка іспаномовних становила 9,6 % від усіх жителів.
За віковим діапазоном населення розподілялося таким чином: 23,6 % — особи молодші 18 років, 58,6 % — особи у віці 18—64 років, 17,8 % — особи у віці 65 років та старші. Медіана віку мешканця становила 41,7 року. На 100 осіб жіночої статі у місті припадало 87,4 чоловіків;  на 100 жінок у віці від 18 років та старших — 81,9 чоловіків також старших 18 років.
Середній дохід на одне домашнє господарство  становив 33 327 доларів США (медіана — 19 564), а середній дохід на одну сім'ю — 40 496 доларів (медіана — 27 784). За межею бідності перебувало 25,4 % осіб, у тому числі 38,4 % дітей у віці до 18 років та 17,3 % осіб у віці 65 років та старших.
Цивільне працевлаштоване населення становило 1110 осіб. Основні галузі зайнятості: освіта, охорона здоров'я та соціальна допомога — 27,4 %, виробництво — 26,4 %, будівництво — 15,5 %, роздрібна торгівля — 8,2 %.